# Lars Amsterdam (restaurant)
Lars Amsterdam is een restaurant in Nederland, dat opende in september 2018. Bij de uitreiking van de Michelinsterren voor 2022, ontving het een ster.

## Locatie
Het restaurant is gevestigd in de Noord-Hollandse plaats Amsterdam, in de wijk Houthavens. De eetgelegenheid is gelegen in een nieuwbouwpand waar onder andere ook een hotel in is gevestigd. Het kijkt uit over rivier het IJ en industrie die haven aanvoert.

## Geschiedenis
Chef-kok Lars Scharp en gastvrouw Floor Wiggers waren voor zij deze zaak openden bij verschillende hoogwaardige restaurants werkzaam. Waaronder het met twee Michelinsterren onderscheiden Aan de Poel.
Het restaurant is geopend in september 2018. De naam verwijst naar de voornaam van de chef-kok. Op 30 mei 2022, bij de uitreiking van de Michelinsterren voor 2022, ontving Lars Amsterdam een ster. In 2024 had de eetgelegenheid 15,5 van de 20 punten in de GaultMillau-gids. De Nederlandse culinaire gids Lekker schaart het restaurant sinds 2022 bij de 100 beste restaurant van Nederland. In 2023 stond Lars Amsterdam op plaats 77, een jaar later stegen ze naar plek 64.